# اسقالی (شهرستان آلای)
اسقالی (به لاتین: Askaly) یک منطقهٔ مسکونی در قرقیزستان است که در شهرستان آلای واقع شده‌است. اسقالی ۶۰۰ نفر جمعیت دارد و ۲٬۴۵۰ متر بالاتر از سطح دریا واقع شده‌است.